# 藍馬之塔
《藍馬之塔》（Der Turm der blauen Pferde）是德國表現主義畫家弗朗茨·馬爾克於1913年創作的一幅油畫。這幅畫被稱為馬爾克最傑出的作品之一，在1945年後下落不明。

## 概述
《藍馬之塔》是一幅巨幅作品，尺寸為200 x 130公分（6英尺7吋 x 4英尺3吋）。畫面的大部分區域呈現為四匹藍色駿馬的正面形象，它們在畫面中心偏右處排成一排，面向觀者，但頭部偏左；至少有一位作家認為，最前面的那匹馬「比真人略小」。位於畫面中心的馬臀部左側是一幅抽象風景畫；上方是黃色背景上的橙色彩虹。最前面的馬胸前有一彎新月，身上有十字架，象徵星星。